# بيت بيري
بيت بيري (بالإنجليزية: Pete Perry)‏ هو ناشط سلام أمريكي، ولد في 31 أكتوبر 1969.